# Goliatkoua
Goliatkoua (Coua berthae) är en förhistorisk utdöd fågel i familjen gökar inom ordningen gökfåglar.

## Förekomst och utdöende
Arten var tidigare, liksom alla arter i släktet, endemisk för Madagaskar. Den beskrevs 1993 utifrån subfossila lämningar funna i grottan d'Anjohibe i provinsen Majanga. Arter i släktet jagas fortfarande regelbundet på Madagaskar för dess kött och för deras fjädrars skull, vilket gör det troligt att Berthas koua dog ut på grund av jakt.

## Utseende och levnadssätt
Berthas koua var allra störst av arterna i släktet, både nu levande och utdöda. Detaljer i skelettet ger vid handen att Berthas koua var en snabb men tung löpare. Troligen var dess flygförmåga begränsad och var därför helt marklevande.

## Namn
Fågelns vetenskapliga artnamn hedrar Berthe Rakotosamimanana, antropolog och paleontolog på Madagaskar. Fram tills nyligen kallades den Berthas koua även på svenska, men justerades 2022 till ett enklare och mer informativt namn av BirdLife Sveriges taxonomikommitté.